# كورت (عين الدفالي)
كورت هي إحدى مشيخات المملكة المغربية، تتبع جغرافيا لإقليم سيدي قاسم وإداريًا لعين الدفالي. يقدر عدد سكانها بـ 6456 نسمة حسب الإحصاء الرسمي للسكان والسكنى لسنة 2004.